# Michel Vauzelle
Michel Vauzelle (ur. 15 sierpnia 1944 w Montélimar) – francuski polityk i prawnik, były minister sprawiedliwości.

## Życiorys
Z wykształcenia prawnik. Ukończył m.in. Instytut Nauk Politycznych w Paryżu. Praktykował jako adwokat. W połowie lat 70. przystąpił do Partii Socjalistycznej.
W latach 1986 i w 1988 był wybierany do Zgromadzenia Narodowego. W okresie 1992–1993 zajmował stanowisko ministra sprawiedliwości w rządzie Pierre’a Bérégovoy. Przegrał w swoim okręgu w 1993, by powrócić do niższej izby parlamentu cztery lata później. W 2002 ponownie bez powodzenia ubiegał się o reelekcję. W 2005 publicznie nawoływał do głosowanie na „nie” w referendum w sprawie przyjęcia tzw. Konstytucji dla Europy.
Po raz czwarty posłem został w wyniku wyborów w 2007, kiedy to pokonał deputowanego UMP. Utrzymał go także w 2012.
W 1998 objął urząd przewodniczącego rady regionu Prowansja-Alpy-Lazurowe Wybrzeże (reelekcja w 2004 i w 2010), sprawował go do 2015. W 2004 został wiceprezesem stowarzyszenia regionów we Francji (Association des régions de France). Pełnił w przeszłości funkcję mera (1995–1998) i następnie zastępcy burmistrza (1998–2001) Arles. Przez 24 lata był radnym tej miejscowości. Od 1992 do 1997 pełnił funkcję wiceprzewodniczącego rady departamentu Delta Rodanu.